# اوپیرانسرین
اوپیرانسرین (انگلیسی: Opiranserin) یک مسدودکننده انتقال‌دهنده گلیسین GlyT2 انتخابی، آنتاگونیست گیرنده پورین P2X3 و آنتاگونیست گیرنده سروتونین 5-HT2A است.